# Sorin Stănescu
Sorin Stănescu (n. 24 iulie 1924 – d. 13 ianuarie 2016) a fost un medic psihiatru și radiolog român, autor a numeroase articole de specialitate în revista Știință și Tehnică, cunoscut mai ales prin articolele sale despre sexualitate și prin nuvelele sale publicate în colecția Povestiri științifico-fantastice, unele premiate.

## Biografia
A urmat liceul Mihai Viteazul din București, unde tatăl său fusese numit director, apoi a studiat  medicina la Facultatea Carol Davila. A fost, pentru puțină vreme, căsătorit cu pictorița Ioana Olteș. A lucrat la diverse policlinici și spitale din București, apoi, după 1973, în Germania, mulțumită celei de-a doua soții, Lucia Onciul, etnică germană din Bucovina.

## Publicații

### Nuvele științifico-fantastice
Stilul literar al lui Sorin Stănescu seamănă cu eseurile colegilor săi de la redacția revistei Știință și Tehnică (Alecu Flegon, Mircea Pârjol, Radu Sergiu, N. Topor, Dem. Urmă...), care „anticipau” pe hârtie viitorul profesiei lor. Spre deosebire de dânșii, doctorul Stănescu lăsa să pătrundă în medicină nu doar biocibernetica și „electrobiologia” (un „bioendoscop” pentru vizionarea pe dinăuntru a trupului omenesc, un „laringostroboscop” care amplifică vibrația corzilor vocale ale persoanelor în comă, pentru a le citi gândurile), ci și elemente de medicină alternativă pe bază de meditație și de autosugestie, ceea ce era, în epocă, o inițiativă curajoasă. Sorin Stănescu a mai publicat în colecția „Povestiri științifico-fantastice” nuvele printre care:
- „Lumini în adâncuri”, în colecția Povestiri științifico-fantastice nr. 193, 1 decembrie 1962, pp. 3-22 (această povestire primise premiul I și premiul internațional la Concursul internațional pentru cele mai bune povestiri de anticipație din 15 iulie 1962; a fost inclusă și în cartea "Întâlnirile viitorului", ed. Tineretului 1963, pp. 103-142)
- „Frumoasa din planeta adormită”, în colecția Povestiri științifico-fantastice nr. 261 și 262, 1 octombrie 1965, pp. 43-48 (republicată în cartea „Pe lungimea de undă a cosmosului”, ed. Tineretului, 1967, pp. 254-264), unde formele vii sunt reproiectate sub o altă formă de agregare a materiei, cristalină și simetrică, ca în basmele în feeria cărora fusese inițiat de prima soție, ilustratoare de cărți de povești pentru copii. Tot ca în basmul de la care lucrarea își trage titlul se produce deznodământul, eliberarea prin sărut a lumii încremenite în vraja declanșată cândva de un experiment nenorocit.
- „O consultație medicală”, scenetă medico-satirico-fantastică, în colecția Povestiri științifico-fantastice nr. 295, 1 martie 1967, p. 12-15
- „Fantastica spadă a cavalerului Joost Van Deck” (nume inspirat de Guido van Deth, un actor olandez pe care îl cunoscuse la București), în colecția Povestiri științifico-fantastice nr. 380, 381 și 382, septembrie și octombrie 1970, respectiv pp. 3-23, 3-17 și 3-25, expune un „thriller” în parte esoteric în jurul unei arme străvechi și enigmatice, făurită de alchimiști, tăinuită de cei care-i știau cumplita putere și râvnită de tot felul de ambițioși necinstiți. Autorul însă o privește științific, ca pe un gadget, un obiect tehnic căruia fizicianul belgian Roger Lacombe îi dezleagă taina dezvăluind sistemul de baterii electrice ascuns în teaca ei. Anticipația devine astfel o aventură detectivă, din genul povestirilor lui Arthur Conan Doyle cu personajul lui Sherlock Holmes.

### Cărți
- Nevroza astenică, Ed. medicală, 1964.

### Articole și note
Pe lângă această lucrare, S. Stănescu a mai scris capitole din cărți cu mai mulți autori, cum ar fi de exemplu "Se pot citi și transmite gândurile ?" pp. 164-180, în cartea: Întrebări care își caută răspunsul, Ed. politică, martie 1970, și zeci de articole în Știință și Tehnică (revista lunară și almanahurile) în anii 1963-1973, precum și numeroase note neiscălite în aproape toate numerele revistei. O bună parte din aceste articole și note rezumau sau reluau articole apărute în reviste de vulgarizare științifică din străinătare, pe atunci inaccesibile cititorilor români. În acea perioadă de relativă deschidere a regimului comunist, care a cuprins anii 1966-1972, S. Stănescu mai era și unul din medicii care răspundeau sub pseudonim sau anonim în rubrica Convorbiri cu cititorii, la întrebările privind sănătatea, echilibrul sau problemele psihice, viața sexuală sau igiena. Articolele relative la sexologie (din seria "Convorbiri confidențiale" care a cuprins 15 articole în 1972-73) apăreau în acea vreme extrem de îndrăznețe (simpla abordare a temei fiind atunci strict rezevată corpului medical într-o perspectivă terapeutică). Conform chenarelor epocii și regimului, partea fiziologică (funcționarea, patologiile) ocupa esențialul articolelor, în timp ce partea psihică (pulsiunile, comportările, reprezentările culturale, fantasmele, miturile, farmecul) era abordată mai în treacăt și dintr-un punct de vedere strict tradițional și patriarhal, socotind normale numai funcțiile reproductive și matrimoniale ale sexualității. Cu toate acestea, seria "Convorbiri confidențiale" a suscitat un val de scrisori către revista Știință și Tehnică, demonstrând existența unei nevoi de lămurire a publicului, precum și a multor probleme dureroase, netratate din cauza rușinii și ignoranței din acea vreme : acest curier a fost tratat anonim în rubrica Convorbiri cu cititorii, dar plecarea Dr. Stănescu spre Germania în 1973 a pus capăt experienței. Multe articole au fost semnate cu pseudonime, deoarece redacția nu ținea ca aceiași autori să apară prea des (colectivul trebuia să primeze asupra indivizilor)
Articole în Știință și Tehnică (revista lunară și almanahurile):
- Nasul electronic, nr. 11, noiembrie 1963, p. 42
- Hipnoza ca metodă experimentală în psihologie și medicină, nr. 6, iunie 1964, p. 26-28
- Interviu cu Pr. acad. A. Kreindler despre fiziologia creierului (p.6-7) și Procedee noi în oncologie (p. 43), nr. 7, iulie 1964
- Primăvara congreselor medicale în România, nr. 8, august 1964, p. 18-21
- Hipnoza la animale, nr. 9, septembrie 1964, p. 20-22
- Au electronii din ecranul televizorului vre-o acțiune nocivă asupra organismului ?, nr. 9, septembrie 1965, p. 41
- Psihologia zborurilor cosmice (neiscălit) p. 70-71, Nevroza astenică, o maladie la modă ?, p. 100-101 și 105, și Antrenamentul relaxării (pseudonim: S. Neagu), p. 192, almanah Ș. și T. 1965,
- Știați că trebuie să visăm ?, nr. 9, sept. 1966, p. 39
- Chirurgii se antrenează pentru grefarea ficatului (traducere din Science et Vie), nr. 10, oct. 1966, p. 13
- Cancerul și fumatul (pseudonim: Lucian Onciul) p. 98-99, Mașini de adormit (neiscălit), p. 113, Fachirismul: mit și realitate, pp. 45-47, și Creierul și telepatia (pseudonim: N. Stănescu), pp. 166-68, almanah Ș. și T. 1966,
- Nevroza cardiacă, nr. 3, martie 1967, p. 20
- Parapsihologia, nr. 5, mai 1967, p. 19-21
- Tehnici pentru a rămâne tânăr, nr. 7, iulie 1967, p. 20
- Relaxarea terapeutică prin antrenamentul autogen, nr. 11, noiembrie 1967, pp. 12-13, 39)
- Fiziologia viselor, nr. 1, ianuarie 1968, pp. 16-19
- Ce este grafologia ?, nr. 1, ianuarie 1968, p. 20
- Semnificația râsului (sub pseudonimul Dr. E. Stănculescu), nr. 1, ianuarie 1968, p. 29
- Yoga în lumina științei moderne, nr. 5, mai 1968, pp. 20-22
- Mituri vechi și noi p. 61-62, Noi droguri halucinogene, pp. 63-64, Progeria: misterioasa boală a îmbătrânirii copiilor (semnat S. Vlad), p. 152-153, almanah Ș. și T. 1968,
- Vis, hipnoză, telepatie (cu Dr. Paul Popescu și semnat de acesta), nr. 7, iulie 1969, p. 19
- Succint itinerar "abisal", văzut de psihiatri, p. 81, și Viața intrapsihică și arta, p. 87 (cu exemplul Ioanei Olteș, almanah Ș. și T. 1969,
- Soarele și secretele sănătății, nr. 7, iulie 1970, pp. 20-21
- Sângele, izvor și ocean al vieții, nr. 9, septembrie 1970, p. 28-30
- Sfera ORL: trei porți prin care comunicăm cu lumea, nr. 10, octombrie 1970, p. 28-30
- Longevitatea între mituri și știință p. 146-147, și Codul sintetic al educației voinței, p. 184-186, almanah Ș. și T. 1970,
- Marte și Venus, perechea primordială în istoria omenirii, nr. 2, februarie 1971, p. 34-36
- Învățați să respirați, nr. 3, martie 1971, p. 38
- Coșmarurile, nr. 4, aprilie 1971, p. 15
- Căi de influențare a comportamentului, nr. 7, iulie 1971, p. 24-25
- Transexualitatea, nr. 9, septembrie 1971, p. 37
- Creierul omului, nr. 11, noiembrie 1971, p. 23
- Câte din misterle creierului vor fi elucidate ? (semnat V. Severineanu), p. 25-26, Hipnoza profundă, p. 154-155, și Bioradiațiile între adevăr și legende (semnat S. Sorin), p. 200-202, almanah Ș. și T. 1971,
- Efectele unei cești de cafea, nr. 2, februarie 1972, p. 33
- Pulsul și factorii care îl influențează (pseudonim Silviu Sever), nr. 3, martie 1972, p. 33
- Sexologia : convorbiri confidențiale (partea 1: generalități), nr. 3, martie 1972, p. 49
- O mare bătălie eroică a medicinei: neurochirurgia, nr.4, aprilie 1972, p. 34
- Astmul bronșic (pseudonim Silviu Sever), p. 40 și Sexologia: convorbiri confidențiale (partea 2: substratul hormonal), p. 49, nr. 4, aprilie 1972
- Telepatia în fața științei, p. 34-35 și Sexologia: convorbiri confidențiale (partea 3: biotipologia sexuală), p. 49, nr. 5, mai 1972
- Poșta rubricii "convorbiri confidențiale" (un mare număr de scrisori ajunseseră la redacție), nr. 6, iunie 1972, p. 49
- Sexologia: convorbiri confidențiale (partea 4: virginitatea și primele experiențe), nr. 7, iulie 1972
- Poșta rubricii "convorbiri confidențiale" (volumul curierului la redacție crește), p. 32-33 și Sexologia (partea 5: efectele abstinenței sexuale), p. 48, nr. 8, august 1972
- Poșta rubricii "convorbiri confidențiale", nr. 9, septembrie 1972, p. 49
- Surmenajul acut la volan (pseudonim Silviu Sever), p. 31, și Sexologia (partea 6: matrimoniul), pp. 49 și 53, nr. 10, august 1972
- Nevralgia intercostală (junghiul), p. 7, și Poșta rubricii "convorbiri confidențiale", p. 49, nr. 11, noiembrie 1972
- Prostaglandinele, o nouă speranță, pp. 20-22, Setea, un semnal al organismului (pseudonim Silviu Sever), p. 33, Sexologia: convorbiri confidențiale (partea 7: funcțiile sexuale și reproducerea, tradus din Alexis Carrel), p. 48, și poșta rubricii, p. 49, nr. 12, decembrie 1972
- Al treilea ochi p. 172-173, Lung Gom-Pa (semnat Silviu Sever), p. 173-174, și Încerați să vă cunoașteți singur caracterul (semnat S. Onciul), p. 195-197, almanah Ș. și T. 1972,
- Sexologia (partea 8: impotența: cauze și soluții), p. 48, și poșta rubricii, p. 49, nr. 1, ianurie 1973
- Sexologia (partea 9: onanismul), p. 49, nr. 1, ianurie 1973
- Sexologia (partea 10: frigiditatea), și poșta rubricii, p. 49, nr. 3, martie 1973
- Sexologia (partea 11: Sifilisul), p. 49, nr. 4, aprilie 1973
- Sexologia (partea 12: blenoragia), și poșta rubricii, p. 49, nr. 5, mai 1973
- Înțepăturile de insecte și mușcăturile de șarpe (pseudonim: Silviu Sever), nr. 6, iunie 1973, p. 25
- Sexologia (partea 13: Șancrul moale), și poșta rubricii, p. 49, nr. 6, iunie 1973
- Visele între mit și știință (pp. 34-37) și Sexologia (partea 14: perversiunile sexuale) (p. 49), nr. 7, iulie 1973
- Sexologia (partea 15: menopauza), și poșta rubricii, p. 49, nr. 8, august 1973.